# Gobiesox potamius
Gobiesox potamius är en fiskart som beskrevs av Briggs, 1955. Gobiesox potamius ingår i släktet Gobiesox och familjen dubbelsugarfiskar. Inga underarter finns listade i Catalogue of Life.